# Cairon
Cairon – miejscowość i gmina we Francji, w regionie Normandia, w departamencie Calvados.
Według danych na rok 1990 gminę zamieszkiwało 1098 osób, a gęstość zaludnienia wynosiła 186 osób/km² (wśród 1815 gmin Dolnej Normandii Cairon plasuje się na 206. miejscu pod względem liczby ludności, natomiast pod względem powierzchni na miejscu 807.).